# Mamoutou N'Diaye
Mamoutou N'Diaye (Bamako, 15 marzo 1990) è un calciatore maliano, centrocampista svincolato.

## Palmarès

### Club

#### Competizioni nazionali
- Coppa del Belgio: 1

Gent: 2009-2010
- Tweede klasse: 2

Anversa: 2016-2017
Westerlo: 2022-2023